# Коровин, Алексей Васильевич
Коровин, Алексей Васильевич (20.04.1972 Острогожск Воронежской обл. — 28.08.2015 Дахаб, Египет) - Российский и Украинский мотопутешественник, предприниматель и исследователь.

## Биография

#### Рождение
Алексей Васильевич Коровин род. 20 апреля 1972 года, Острогожск, Воронежская область, РСФСР в семье учителей.
В 1989 году переехал в Харьков, Украина.

#### Учеба
Окончил харьковскую физматшколу
В 1994 году окончил Харьковский авиационный институт имени Н. Е. Жуковского по специальности «Инженер двигателей летательных аппаратов».

#### Спорт
С 1989 года Коровин в Харькове занимался тхэквондо. В 1992 году получил чёрный пояс и стал чемпионом чемпионата Украины по тхэквондо ITF в весовой категории свыше 80 кг. После этого в течение трех лет Алексей выиграл ещё два чемпионата Украины, кубок Украины и стал призёром чемпионата Европы.

#### Путешествия
С 2009 года Алексей увлекся мотопутешествиями. Он совершил шесть крупных экспедиций общей протяженностью более 100 000 км, посетив десятки стран и несколько континентов.

#### Общественная деятельность
В 2009 году инициировал проект «9UP» - цикл встреч с уникальными людьми, направленный на обмен опытом и идеями. В 2011 году организовал первую встречу путешественников «Миксовка», целью которой было объединение авторов уникальных маршрутов для знакомства и обмена опытом.

#### Предпринимательская деятельность
В 1994 году основал компанию «TORPAL», специализирующуюся на производстве торговых палаток. С 2007 года компания расширила деятельность, начав производство торгового оборудования для магазинов на рынках Украины и России. В 2008 году Коровин оставил пост генерального директора, сосредоточившись на инновационных, творческих проектах и путешествиях.

#### Творчество
В мае 2010 года совершил одиночное путешествие вокруг Чёрного моря, преодолев 6912 км за 13 дней и посетив 8 стран. По итогам поездки создал фильм о путешествии «История Мотомонаха»
После поездки в Монголию начал работу над книгой и фильмом «Состояние ШШШ», посвящёнными внутренним переживаниям в путешествии; премьера фильма состоялась 30 марта 2011 года в Харькове.
В 2009 году совместно с дизайнером Машей Лосевой выпустил коллекцию одежды «Unique People», представленную на Trade Mark Defile в Киеве. Из этой коллекции возник проект - сумка-трансформер «MIXBAG», которая после года доработок поступила в ограниченную продажу в 2011 году. 

## Мотопутешествия

#### 1. Путешествие вокруг Черного моря[8]
Период: Май 2010 года (13 дней)
Маршрут: Украина - Россия - Абхазия - Россия - Грузия - Турция - Болгария - Румыния - Украина
Расстояние: 6 912 км
Описание: В одиночном мотопутешествии преодолел 8 стран, исследуя побережье Чёрного моря.

#### 2. «В Монголию на 2-х колесах».[11]
Период: 11 августа - 24 сентября 2010 года
Расстояние: 20 000 км
Описание: Одиночный мотомаршрут по малонаселенным территориям Северо-Востока России, Монголии и Казахстана.

#### 3. "Азиатская авантюра"[11]
Период: 31 октября 2011 года - 5 января 2012 года
Расстояние: 6 000 км
Описание: Одиночный маршрут по Пакистану, Индии и Шри-Ланке.

#### 4. «В поисках МиксЖизни. Америка»[11]
Период: 1 июля - 15 августа 2012 года
Маршрут: США - Мексика
Расстояние: 16 000 км
Описание: Круговое мотопутешествие по Соединённым Штатам и Мексике, изучая разнообразие ландшафтов и культур Северной Америки.

#### 5. «В поисках МиксЖизни. Из Европы в Австралию».[11]
Период: 2012-2013 годы
Маршрут: Харьков (Украина) - Сидней (Австралия)
Расстояние: 29 000 км
Описание: Масштабное путешествие через 16 стран за 137 дней, начиная из Украины и завершая поездку в Австралии.

#### 6. «Вокруг Африки»
Период: 21 марта - август 2015 года
Маршрут: Марокко - Западная Сахара - Мавритания - Мали - Нигер и другие страны
Описание: В начале 2015 года Алексей задумал новое путешествие по Африке. В январе он объявил о своих планах пересечь континент с севера на юг и обратно. Весной того же года он отправился в путь на своём мотоцикле BMW F800GS, обогнув всю Африку. Однако, находясь в египетском городе Дахаб, он почувствовал недомогание. Ему диагностировали малярию, но, несмотря на начатое лечение, в ночь с 27 на 28 августа 2015 года Алексей Коровин скончался.

## Африканское путешествие и трагическая гибель
По данным, основанным на сообщении друзей и жены байкера, смерть наступила предположительно от малярии и сальмонеллеза, которыми он заболел во время длительного путешествия по Африке.
В своё одиночное путешествие Коровин выехал 21 марта.
До этого он всерьез задумывался о прекращении странствий. «Думал, мои длительные путешествия закончились на Австралии в 2013-м. Думал, теперь буду лишь вдохновляться короткими «вылазками» в другие географические миры. Думал - путешествия для меня лишь этап, который скоро закончится... Но чем дальше «длительный австралийский трип», тем больше чувствую, дорога для меня нечто большее, чем просто передышка... это мой способ познания, способ вдохновения, способ жизни. Продолжаю. На этот раз отправляюсь в Африку. Через весь континент и обратно...» - написал он в январе 2015 года.
Поначалу путешествие проходило без происшествий, но 20 августа Коровин поделился в блоге, что уже третью ночь не может нормально спать, а 23 августа попросил у своих онлайн-друзей и знакомых помощи:
«Друзья. Наступает момент, когда ты не можешь справиться без помощи. Я сейчас в Дахабе. Слег от неизвестной хвори, и здесь мне не могут поставить диагноз. У меня просто нет сил, мой радиус прогулок 40 метров... и плавающая температура. Так 6 дней, причём разницы между днями особо нет... Я решил пробовать ехать в Израиль, в Эйлат и сделать там диагноз... Мне нужна помощь в Израиле - не знаю, доеду ли в таком состоянии... пока это выглядит как фантастика, но я буду пробовать...»
После этого к решению вопросов транспортировки и размещения в больнице Израиля подключились его знакомые и друзья и даже обычные люди из самых разных стран, кто следил за его путешествиями. Однако, когда вопрос с отправкой был практически решен, состояние Коровина ухудшилось. Несмотря на то что 24 августа и он, и жена писали о стабилизации ситуации:  
«Сегодня я много плакал от столь огромной поддержки, помощи и сочувствия… Я низко кланяюсь вам всем… Мне было сложно что-то понять, бред смешанный с постоянной жаждой. Но до меня достучались и увезли в хороший госпиталь здесь, в Дахабе. Сгрузили на коляску и начали лечение. Мне лучше. Сейчас ставят диагноз. Дальше жизнь покажет…», - написал Коровин 24 августа.
Несмотря на кратковременное улучшение состояния ночью 28 августа Алексей Коровин скончался. По данным, основанным на сообщении друзей и жены байкера, смерть наступила предположительно от малярии и сальмонеллеза, которыми он заболел во время длительного путешествия по Африке. 

## Наследие
Алексей Коровин, являлся пионером продолжительных международных мото-экспедиций в постсоветском пространстве. Его фильмы, книги, лекции и интервью популяризировали мототуризм. Он делился своим опытом и советами на своём YouTube-канале, где публиковал серии видео о подготовке к путешествиям и сложностях преодоления длительных маршрутов. 
Коровин детально описывал практические особенности поездок: без чего не обойтись в дороге, где остановиться, какой запас воды и еды брать.
Страсть Алексея к путешествиям на мотоцикле вдохновила множество людей, а его фильмы и книги стали источниками знаний и мотивации для тех, кто планирует дальние путешествия на мотоциклах.
Алексей Коровин оставил после себя не только пройденные тысячи километров, но и уникальное наследие - знания, истории, идеи, фильмы и книги пользующиеся популярностью.

## Память
Ежегодно на территории г. Острогожска, на берегу реки Тихая сосна, организовывается мотомероприятие - Мототрефен «Коровинские встречи» (памяти Алексея Коровина)

## Публикации
«История Мотомонаха» - книга о мотопутешествии вокруг Чёрного моря.
После поездки в Монголию начал работу над книгой и фильмом «Состояние ШШШ», посвящёнными внутренним переживаниям в путешествии; премьера фильма состоялась 30 марта 2011 года в Харькове.
Книга "Пытаясь взлететь" с автобиографией Алексея осталась не изданной, но её можно прочитать в интернете.